# Critics' Choice Super Awards
Les Critics' Choice Super Awards (ou CCA Super Awards) sont une cérémonie de remise de prix présentée chaque année par la Critics Choice Association pour récompenser les meilleurs films de fiction, de télévision et de médias domestiques, notamment les films d'Action, de super-héros, d'horreur, de de science-fiction, de fantasy et d'animation. Ils ont été créés pour la première fois en 2020, la cérémonie inaugurale ayant eu lieu le 10 janvier 2021, virtuellement, en raison de la pandémie de COVID-19.

## Histoire
Les prix ont été annoncés pour la première fois le 12 octobre 2020 par la Critics Choice Association. Selon Joey Berlin, PDG par intérim de la Critics Choice Association, les Critics' Choice Super Awards ont été créés pour « récompenser l'éclat, la créativité et l'excellence artistique de genres qui, pendant trop longtemps, ont été négligés par les autres cérémonies de remise de prix ». La cérémonie inaugurale a été diffusée sur la CW le 10 janvier 2021 et a été produite par Bob Bain Productions,.

## Catégories

### Cinéma
- Meilleur Film d'Action
- Meilleur Film d'Horreur
- Meilleur Film de Science Fiction/Fantasy
- Meilleur Film de Super-Héros
- Meilleur Acteur dans un Film d'Action
- Meilleur Actrice dans un Film d'Action
- Meilleur Acteur dans un Film d'Horreur
- Meilleur Actrice dans un Film d'Horreur
- Meilleur Acteur dans un Film de Science Fiction/Fantasy
- Meilleur Actrice dans un Film de Science Fiction/Fantasy
- Meilleur Acteur dans un Film de Super-Héros
- Meilleur Actrice dans un Film de Super-Héros
- Meilleur Méchant dans un Film

### Télévision
- Meilleure Série d'Action
- Meilleure Série d'Horreur
- Meilleure Série de Science-Fiction/Fantasy
- Meilleure Série de Super-Héros
- Meilleur Acteur dans une Série d'Action
- Meilleur Actrice dans une Série d'Action
- Meilleur Acteur dans une Série d'Horreur
- Meilleure Actrice dans une Série d'Horreur
- Meilleur Acteur dans une Série de Science-Fiction/Fantasy
- Meilleure Actrice dans une Série de Science-Fiction/Fantasy
- Meilleur Acteur dans une Série de Super-Héros
- Meilleur Actrice dans une Série de Super-Héros
- Meilleur méchant dans une série

### Prix retirés
- Meilleur film d'animation (2021)
- Meilleur doubleur dans un film d'animation (2021)
- Meilleure actrice de doublage dans un film d'animation (2021)
- Meilleure série d'animation (2021)
- Meilleur doubleur dans une série d'animation (2021)
- Meilleure actrice de doublage dans une série d'animation (2021)